# Мурські Чрнці
Мурські Чрнці (словен. Murski Črnci) — поселення в общині Тишина, Помурський регіон, Словенія. Висота над рівнем моря: 192,1 м.

## Галерея

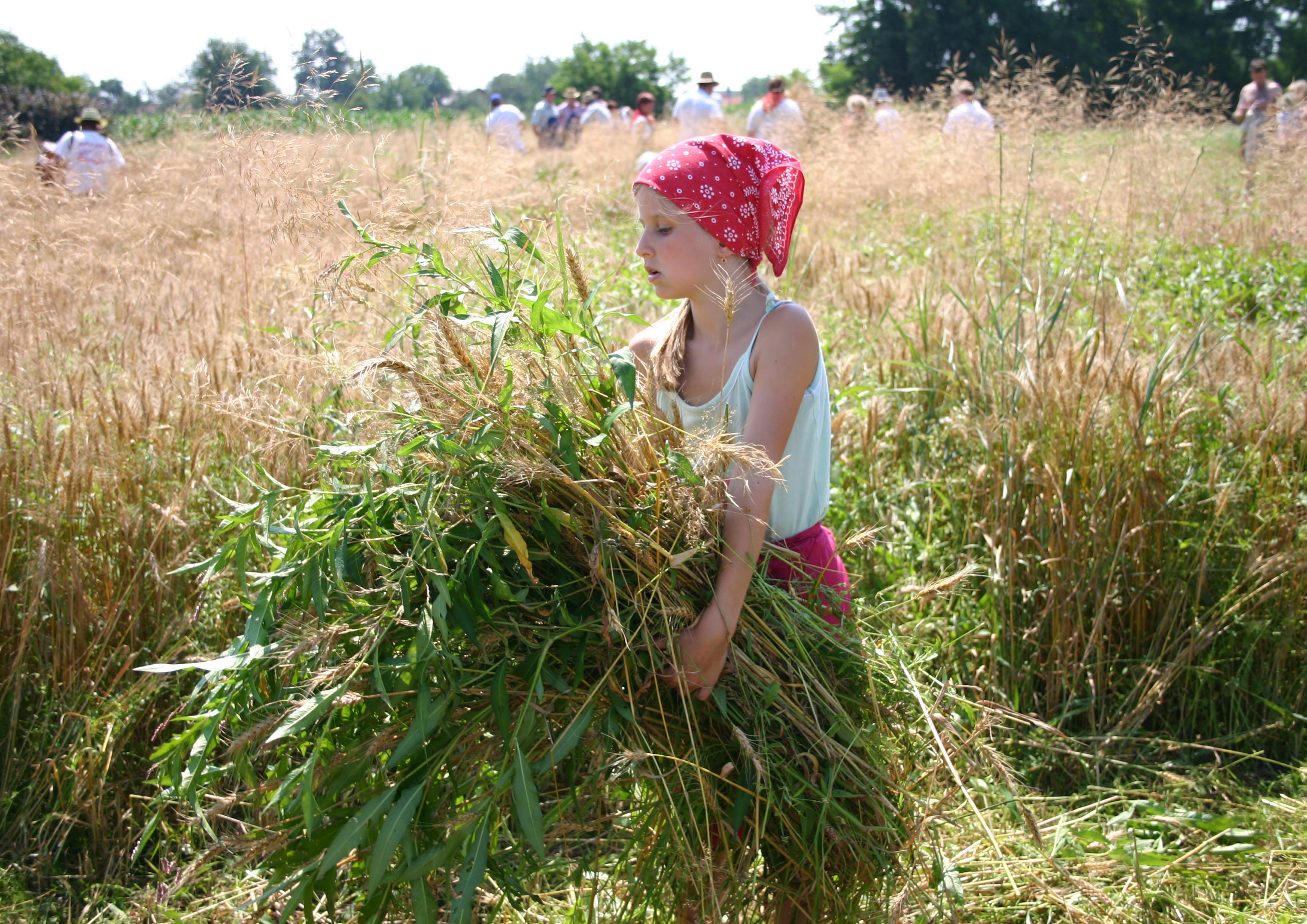
Дівчинка на зборі жита у селі Мурські Чрнці, 18 липня 2004.